# Lista sezoanelor de Formula 1
S-au desfășurat un total de 75 de sezoane ale Campionatului Mondial de Formula 1 (F1). F1 este clasa superioară în cursele auto cu monoposturi, definită de Federația Internațională de Automobilism (FIA), organul conducător al sporturilor cu motor. Cuvântul „Formula” din denumire se referă la un set de reguli cărora toți participanții și vehiculele trebuie să se conformeze. Sezonul Campionatului Mondial de F1 constă dintr-o serie de curse, cunoscute ca Mari Premii (Grands Prix), ce se desfășoară pe circuite speciale, sau în unele cazuri pe străzi închise ale orașelor. Cel mai celebru Mare Premiu este Marele Premiu al Principatului Monaco, din Monte Carlo. Începând cu 2021, regulamentele sportive stabilite prin Statutele FIA prevăd că numărul minim de evenimente necesare pentru a forma un sezon de F1 este 8. Sezonul poate fi declarat Campionat Mondial dacă F1 vizitează cel puțin 3 continente în acel sezon conform Codului Sportiv Internațional. Regula Campionatului Mondial poate fi declarată invalidă dacă FIA acordă F1 o derogare pentru „folosirea de mult timp a cuvântului „Mondial””. Fiecare sezon de-a lungul istoriei F1 a constat între 7 și 24 de Mari Premii, și regulamentele sunt modificate în mod regulat pentru a permite o creștere a numărului maxim de curse permise în fiecare an.
Campionatul Mondial al Piloților este acordat celui mai de succes pilot de F1 pe parcursul unui sezon, așa cum este determinat de un sistem de puncte bazat pe rezultatele obținute în Marile Premii. Prima ediție a avut loc în 1950. Campionatul este succesorul Campionatului European AIACR de dinainte de război, desfășurat între 1931 și 1939. Campionatul Mondial al Constructorilor este acordat celui mai de succes constructor de Formula 1 pe parcursul unui sezon, așa cum este determinat de un sistem de puncte bazat pe rezultatele obținute în Marile Premii. Campionatul Constructorilor a fost acordat pentru prima dată drept Cupa Internațională pentru Constructorii de F1 în 1958, iar numele său actual a fost adoptat în 1981. Diferite combinații de șasiu și motoare sunt considerate a fi constructori diferiți în scopul Campionatului. Punctele din Campionatul Constructorilor sunt calculate prin adăugarea punctelor marcate în fiecare cursă de către orice pilot pentru acel constructor. Până în 1979, în cele mai multe sezoane doar pilotul cu cel mai mare punctaj din fiecare cursă pentru fiecare constructor a contribuit cu puncte la campionat. În doar 12 ocazii, echipa campioană nu a inclus și campionul la piloți din acel sezon.

## Lista sezoanelor
| Sezon | Curse | Țări | Primul                                | Ultimul                       | Campionul Piloților (echipă)                      | Campionul Constructorilor |
| ----- | ----- | ---- | ------------------------------------- | ----------------------------- | ------------------------------------------------- | ------------------------- |
| 1950  | 7     | 7    | MP al Marii Britanii din 1950         | MP al Italiei din 1950        | Giuseppe Farina (ITA) (Alfa Romeo)                | Nu s-a acordat            |
| 1951  | 8     | 8    | MP al Elveției din 1951               | MP al Spaniei din 1951        | Juan Manuel Fangio (ARG) (Alfa Romeo)             |                           |
| 1952  | 8     | 8    | MP al Elveției din 1952               | MP al Italiei din 1952        | Alberto Ascari (ITA) (Ferrari)                    |                           |
| 1953  | 9     | 9    | MP al Argentinei din 1953             | MP al Italiei din 1953        | Alberto Ascari (ITA) (Ferrari)                    |                           |
| 1954  | 9     | 9    | MP al Argentinei din 1954             | MP al Spaniei din 1954        | Juan Manuel Fangio (ARG) (Maserati/Mercedes-Benz) |                           |
| 1955  | 7     | 7    | MP al Argentinei din 1955             | MP al Italiei din 1955        | Juan Manuel Fangio (ARG) (Mercedes-Benz)          |                           |
| 1956  | 8     | 8    | MP al Argentinei din 1956             | MP al Italiei din 1956        | Juan Manuel Fangio (ARG) (Ferrari)                |                           |
| 1957  | 8     | 7    | MP al Argentinei din 1957             | MP al Italiei din 1957        | Juan Manuel Fangio (ARG) (Maserati)               |                           |
| 1958  | 11    | 11   | MP al Argentinei din 1958             | MP al Marocului din 1958      | Mike Hawthorn (GBR) (Ferrari)                     | Vanwall (GBR)             |
| 1959  | 9     | 8    | MP al Principatului Monaco din 1959   | MP al Statelor Unite din 1959 | Jack Brabham (AUS) (Cooper)                       | Cooper-Climax (GBR)       |
| 1960  | 10    | 9    | MP al Argentinei din 1960             | MP al Statelor Unite din 1960 | Jack Brabham (AUS) (Cooper)                       | Cooper-Climax (GBR)       |
| 1961  | 8     | 8    | MP al Principatului Monaco din 1961   | MP al Statelor Unite din 1961 | Phil Hill (USA) (Ferrari)                         | Ferrari (ITA)             |
| 1962  | 9     | 9    | MP al Țărilor de Jos din 1962         | MP al Africii de Sud din 1962 | Graham Hill (GBR) (BRM)                           | BRM (GBR)                 |
| 1963  | 10    | 10   | MP al Principatului Monaco din 1963   | MP al Africii de Sud din 1963 | Jim Clark (GBR) (Lotus)                           | Lotus-Climax (GBR)        |
| 1964  | 10    | 10   | MP al Principatului Monaco din 1964   | MP al Mexicului din 1964      | John Surtees (GBR) (Ferrari)                      | Ferrari (ITA)             |
| 1965  | 10    | 10   | MP al Africii de Sud din 1965         | MP al Mexicului din 1965      | Jim Clark (GBR) (Lotus)                           | Lotus-Climax (GBR)        |
| 1966  | 9     | 9    | MP al Principatului Monaco din 1966   | MP al Mexicului din 1966      | Jack Brabham (AUS) (Brabham)                      | Brabham-Repco (GBR)       |
| 1967  | 11    | 11   | MP al Africii de Sud din 1967         | MP al Mexicului din 1967      | Denny Hulme (NZL) (Brabham)                       | Brabham-Repco (GBR)       |
| 1968  | 12    | 12   | MP al Africii de Sud din 1968         | MP al Mexicului din 1968      | Graham Hill (GBR) (Lotus)                         | Lotus-Ford (GBR)          |
| 1969  | 11    | 11   | MP al Africii de Sud din 1969         | MP al Mexicului din 1969      | Jackie Stewart (GBR) (Matra)                      | Matra-Ford (FRA)          |
| 1970  | 13    | 13   | MP al Africii de Sud din 1970         | MP al Mexicului din 1970      | Jochen Rindt (AUT) (Lotus)                        | Lotus-Ford (GBR)          |
| 1971  | 11    | 11   | MP al Africii de Sud din 1971         | MP al Statelor Unite din 1971 | Jackie Stewart (GBR) (Tyrrell)                    | Tyrrell-Ford (GBR)        |
| 1972  | 12    | 12   | MP al Argentinei din 1972             | MP al Statelor Unite din 1972 | Emerson Fittipaldi (BRA) (Lotus)                  | Lotus-Ford (GBR)          |
| 1973  | 15    | 15   | MP al Argentinei din 1973             | MP al Statelor Unite din 1973 | Jackie Stewart (GBR) (Tyrrell)                    | Lotus-Ford (GBR)          |
| 1974  | 15    | 15   | MP al Argentinei din 1974             | MP al Statelor Unite din 1974 | Emerson Fittipaldi (BRA) (McLaren)                | McLaren-Ford (GBR)        |
| 1975  | 14    | 14   | MP al Argentinei din 1975             | MP al Statelor Unite din 1975 | Niki Lauda (AUT) (Ferrari)                        | Ferrari (ITA)             |
| 1976  | 16    | 15   | MP al Braziliei din 1976              | MP al Japoniei din 1976       | James Hunt (GBR) (McLaren)                        | Ferrari (ITA)             |
| 1977  | 17    | 16   | MP al Argentinei din 1977             | MP al Japoniei din 1977       | Niki Lauda (AUT) (Ferrari)                        | Ferrari (ITA)             |
| 1978  | 16    | 15   | MP al Argentinei din 1978             | MP al Canadei din 1978        | Mario Andretti (USA) (Lotus)                      | Lotus-Ford (GBR)          |
| 1979  | 15    | 14   | MP al Argentinei din 1979             | MP al Statelor Unite din 1979 | Jody Scheckter (RSA) (Ferrari)                    | Ferrari (ITA)             |
| 1980  | 14    | 13   | MP al Argentinei din 1980             | MP al Statelor Unite din 1980 | Alan Jones (AUS) (Williams)                       | Williams-Ford (GBR)       |
| 1981  | 15    | 13   | MP de Vest al Statelor Unite din 1981 | MP al Las Vegasului din 1981  | Nelson Piquet (BRA) (Brabham)                     | Williams-Ford (GBR)       |
| 1982  | 16    | 12   | MP al Africii de Sud din 1982         | MP al Las Vegasului din 1982  | Keke Rosberg (FIN) (Williams)                     | Ferrari (ITA)             |
| 1983  | 15    | 13   | MP al Braziliei din 1983              | MP al Africii de Sud din 1983 | Nelson Piquet (BRA) (Brabham)                     | Ferrari (ITA)             |
| 1984  | 16    | 14   | MP al Braziliei din 1984              | MP al Portugaliei din 1984    | Niki Lauda (AUT) (McLaren)                        | McLaren-TAG (GBR)         |
| 1985  | 16    | 14   | MP al Braziliei din 1985              | MP al Australiei din 1985     | Alain Prost (FRA) (McLaren)                       | McLaren-TAG (GBR)         |
| 1986  | 16    | 15   | MP al Braziliei din 1986              | MP al Australiei din 1986     | Alain Prost (FRA) (McLaren)                       | Williams-Honda (GBR)      |
| 1987  | 16    | 15   | MP al Braziliei din 1987              | MP al Australiei din 1987     | Nelson Piquet (BRA) (Williams)                    | Williams-Honda (GBR)      |
| 1988  | 16    | 15   | MP al Braziliei din 1988              | MP al Australiei din 1988     | Ayrton Senna (BRA) (McLaren)                      | McLaren-Honda (GBR)       |
| 1989  | 16    | 15   | MP al Braziliei din 1989              | MP al Australiei din 1989     | Alain Prost (FRA) (McLaren)                       | McLaren-Honda (GBR)       |
| 1990  | 16    | 15   | MP al Statelor Unite din 1990         | MP al Australiei din 1990     | Ayrton Senna (BRA) (McLaren)                      | McLaren-Honda (GBR)       |
| 1991  | 16    | 15   | MP al Statelor Unite din 1991         | MP al Australiei din 1991     | Ayrton Senna (BRA) (McLaren)                      | McLaren-Honda (GBR)       |
| 1992  | 16    | 15   | MP al Africii de Sud din 1992         | MP al Australiei din 1992     | Nigel Mansell (GBR) (Williams)                    | Williams-Renault (GBR)    |
| 1993  | 16    | 14   | MP al Africii de Sud din 1993         | MP al Australiei din 1993     | Alain Prost (FRA) (Williams)                      | Williams-Renault (GBR)    |
| 1994  | 16    | 13   | MP al Braziliei din 1994              | MP al Australiei din 1994     | Michael Schumacher (GER) (Benetton)               | Williams-Renault (GBR)    |
| 1995  | 17    | 14   | MP al Braziliei din 1995              | MP al Australiei din 1995     | Michael Schumacher (GER) (Benetton)               | Benetton-Renault (GBR)    |
| 1996  | 16    | 14   | MP al Australiei din 1996             | MP al Japoniei din 1996       | Damon Hill (GBR) (Williams)                       | Williams-Renault (GBR)    |
| 1997  | 17    | 14   | MP al Australiei din 1997             | MP al Europei din 1997        | Jacques Villeneuve (CAN) (Williams)               | Williams-Renault (GBR)    |
| 1998  | 16    | 14   | MP al Australiei din 1998             | MP al Japoniei din 1998       | Mika Häkkinen (FIN) (McLaren)                     | McLaren-Mercedes (GBR)    |
| 1999  | 16    | 14   | MP al Australiei din 1999             | MP al Japoniei din 1999       | Mika Häkkinen (FIN) (McLaren)                     | Ferrari (ITA)             |
| 2000  | 17    | 15   | MP al Australiei din 2000             | MP al Malaysiei din 2000      | Michael Schumacher (GER) (Ferrari)                | Ferrari (ITA)             |
| 2001  | 17    | 15   | MP al Australiei din 2001             | MP al Japoniei din 2001       | Michael Schumacher (GER) (Ferrari)                | Ferrari (ITA)             |
| 2002  | 17    | 15   | MP al Australiei din 2002             | MP al Japoniei din 2002       | Michael Schumacher (GER) (Ferrari)                | Ferrari (ITA)             |
| 2003  | 16    | 14   | MP al Australiei din 2003             | MP al Japoniei din 2003       | Michael Schumacher (GER) (Ferrari)                | Ferrari (ITA)             |
| 2004  | 18    | 16   | MP al Australiei din 2004             | MP al Braziliei din 2004      | Michael Schumacher (GER) (Ferrari)                | Ferrari (ITA)             |
| 2005  | 19    | 17   | MP al Australiei din 2005             | MP al Chinei din 2005         | Fernando Alonso (ESP) (Renault)                   | Renault (FRA)             |
| 2006  | 18    | 16   | MP al Bahrainului din 2006            | MP al Braziliei din 2006      | Fernando Alonso (ESP) (Renault)                   | Renault (FRA)             |
| 2007  | 17    | 17   | MP al Australiei din 2007             | MP al Braziliei din 2007      | Kimi Räikkönen (FIN) (Ferrari)                    | Ferrari (ITA)             |
| 2008  | 18    | 17   | MP al Australiei din 2008             | MP al Braziliei din 2008      | Lewis Hamilton (GBR) (McLaren)                    | Ferrari (ITA)             |
| 2009  | 17    | 16   | MP al Australiei din 2009             | MP de la Abu Dhabi din 2009   | Jenson Button (GBR) (Brawn)                       | Brawn-Mercedes (GBR)      |
| 2010  | 19    | 18   | MP al Bahrainului din 2010            | MP de la Abu Dhabi din 2010   | Sebastian Vettel (GER) (Red Bull)                 | Red Bull-Renault (AUT)    |
| 2011  | 19    | 18   | MP al Australiei din 2011             | MP al Braziliei din 2011      | Sebastian Vettel (GER) (Red Bull)                 | Red Bull-Renault (AUT)    |
| 2012  | 20    | 19   | MP al Australiei din 2012             | MP al Braziliei din 2012      | Sebastian Vettel (GER) (Red Bull)                 | Red Bull-Renault (AUT)    |
| 2013  | 19    | 19   | MP al Australiei din 2013             | MP al Braziliei din 2013      | Sebastian Vettel (GER) (Red Bull)                 | Red Bull-Renault (AUT)    |
| 2014  | 19    | 19   | MP al Australiei din 2014             | MP de la Abu Dhabi din 2014   | Lewis Hamilton (GBR) (Mercedes)                   | Mercedes (GER)            |
| 2015  | 19    | 19   | MP al Australiei din 2015             | MP de la Abu Dhabi din 2015   | Lewis Hamilton (GBR) (Mercedes)                   | Mercedes (GER)            |
| 2016  | 21    | 21   | MP al Australiei din 2016             | MP de la Abu Dhabi din 2016   | Nico Rosberg (GER) (Mercedes)                     | Mercedes (GER)            |
| 2017  | 20    | 20   | MP al Australiei din 2017             | MP de la Abu Dhabi din 2017   | Lewis Hamilton (GBR) (Mercedes)                   | Mercedes (GER)            |
| 2018  | 21    | 21   | MP al Australiei din 2018             | MP de la Abu Dhabi din 2018   | Lewis Hamilton (GBR) (Mercedes)                   | Mercedes (GER)            |
| 2019  | 21    | 21   | MP al Australiei din 2019             | MP de la Abu Dhabi din 2019   | Lewis Hamilton (GBR) (Mercedes)                   | Mercedes (GER)            |
| 2020  | 17    | 12   | MP al Austriei din 2020               | MP de la Abu Dhabi din 2020   | Lewis Hamilton (GBR) (Mercedes)                   | Mercedes (GER)            |
| 2021  | 22    | 20   | MP al Bahrainului din 2021            | MP de la Abu Dhabi din 2021   | Max Verstappen (NED) (Red Bull)                   | Mercedes (GER)            |
| 2022  | 22    | 20   | MP al Bahrainului din 2022            | MP de la Abu Dhabi din 2022   | Max Verstappen (NED) (Red Bull)                   | Red Bull-RBPT (AUT)       |
| 2023  | 22    | 20   | MP al Bahrainului din 2023            | MP de la Abu Dhabi din 2023   | Max Verstappen (NED) (Red Bull)                   | Red Bull-Honda RBPT (AUT) |
| 2024  | 24    | 21   | MP al Bahrainului din 2024            | MP de la Abu Dhabi din 2024   | Max Verstappen (NED) (Red Bull)                   | McLaren-Mercedes (GBR)    |
| Sezon | Curse | Țări | Primul                                | Ultimul                       | Campionul Piloților (echipă)                      | Campionul Constructorilor |